# Pandemonium, la capital del infierno
Pandemonium, la capital del infierno es una película venezolana estrenada en el año 1997, escrita y dirigida por Román Chalbaud y protagonizada por Orlando Urdaneta, Amalia Pérez Díaz, Miguel Ángel Landa, José Luis Márquez y Elaiza Gil. Está basada en la obra de teatro Vesícula de nácar, escrita por el mismo director.
La trama se pasea entre la realidad más cruda hasta las más absurdas fantasías salpicada de dramatismo y situaciones hilarantes, desenvolviéndose en la Venezuela de 1989 justo antes de los acontecimientos sociopolíticos que sacudieron al país los días 27 y 28 de febrero de ese año conocidos como el Caracazo.
Grotesca historia plagada de imágenes desconcertantes y curiosas que reflejan la decadencia social venezolana. Adonai, un lunático poeta inválido vive en un edificio abandonado de un barrio marginal. Su máxima ocupación es transmitir sus poemas y relatos a través de unos altavoces colocados en el tejado; pero la avaricia y la necesidad de los que le rodean sumirán su patética vida aún más en la violencia y la muerte.

## Sinopsis
Esta es Radio Pandemónium, la emisora de un país en desarrollo... En desarrollo de su miseria.
Así lo anuncia Adonai, un poeta frustrado, quien recita poesías, transmite noticias y música, a través de un altoparlante colocado en un edificio en ruinas, donde vive con su decadente y ambiciosa madre Carmín y su amante Demetria. Más allá del olor a azufre y del calor agobiante de Pandemónium, los sueños y principios se enfrentan a las flaquezas y contradicciones de una sociedad que cuestiona su propia moralidad. El infierno apenas comienza a arder en las calles y está más cerca de lo que nadie puede imaginar.
Adonai es un lunático inválido que se cree poeta. Vive en un edificio abandonado de un barrio de Caracas desde donde utiliza unos altavoces colocados en el techo para opinar y compartir música, poemas y noticias con el exterior. La llama "Radio Pandemónium". Adonai vive con su madre y su amante, Demetria, una muchacha que su madre recogió cuando era niña. Radamés, el hermano de Adonai, está preso por corrupción y le deja a su madre un maletín lleno de dólares. Demetria se entera y convence a dos muchachos (Onésimo y Hermes) de robarlo. Los cómplices de Radamés se enteran de esto y contratan la muerte de los muchachos para quedarse con el maletín. Los sucesos que siguen amenazan la grotesca y patética vida de Adonai.

## Reparto
- Orlando Urdaneta como Adonai
- Amalia Pérez Díaz como Carmín
- Miguel Ángel Landa como Radamés
- Elaiza Gil como Demetria 'La Perra'
- José Luis Márquez como Hermes
- José Luis Useche como Onésimo
- Frank Spano como Evelio
- María Hinojosa como Atanasia
- Rafael Briceño como General
- Alejandro Corona como Policía 1
- Julio Gasette como Policía 2

## Premios
La película fue seleccionada para competir en el Festival Internacional de Cine de San Sebastián en 1997.

## Curiosidades
- Pandemonium es la capital del infierno según el escritor inglés John Milton.

- El nombre Adonai es uno de los títulos dado a Dios por los judíos en el antiguo testamento.

- Demetria es un nombre de mujer de origen griego que significa "Sagrado para la tierra".

- Algunas escenas son adornadas con la música clásica de Chopin y Vivaldi, mientras que otras escenas son acompañadas con la Billo's Caracas Boys.

- Al principio de la película, Adonai hace referencias literarias a Julio Cortázar, Gabriel García Márquez, Rómulo Gallegos, entre otros,

- Uno de los personajes secundarios hace una referencia a La vuelta al mundo en 80 días del escritor Julio Verne.

- Al final de la película se hace una referencia al saqueo de Caracas durante el Caracazo, y al acontecer sociopolítico del momento, posteriormente Chalbaud filmó El Caracazo en 2005.